# Samuelova pevnost

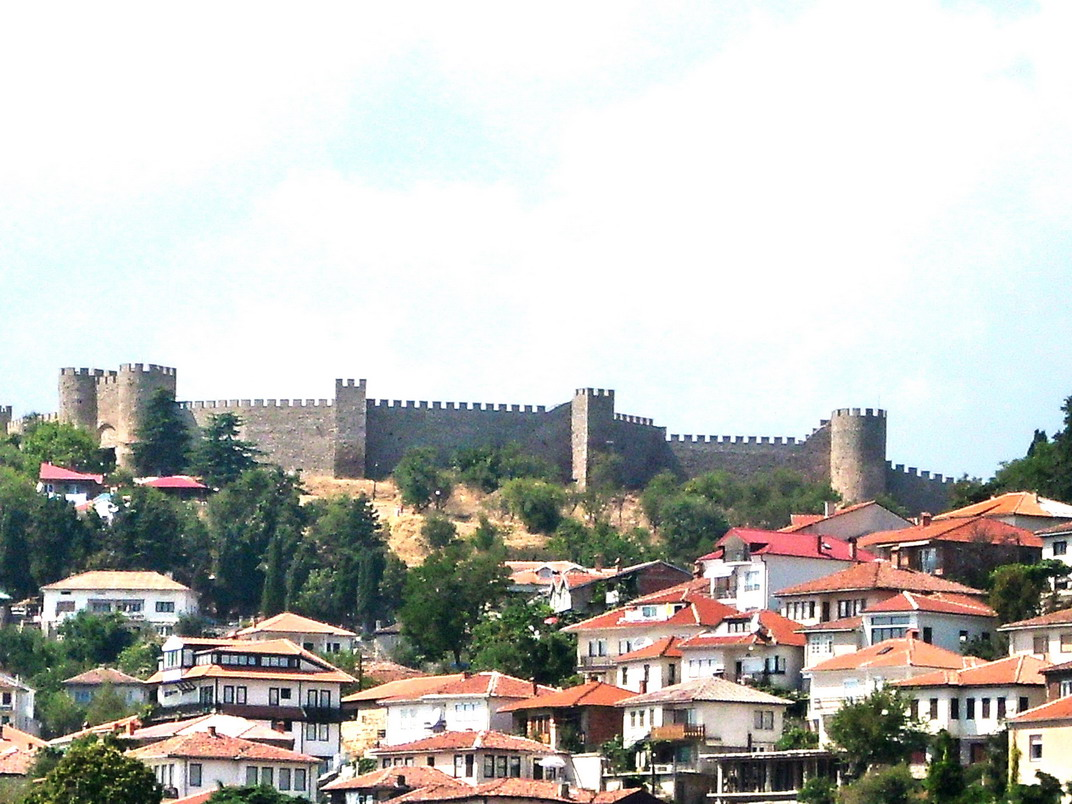
Samuelova pevnost nad starým městem

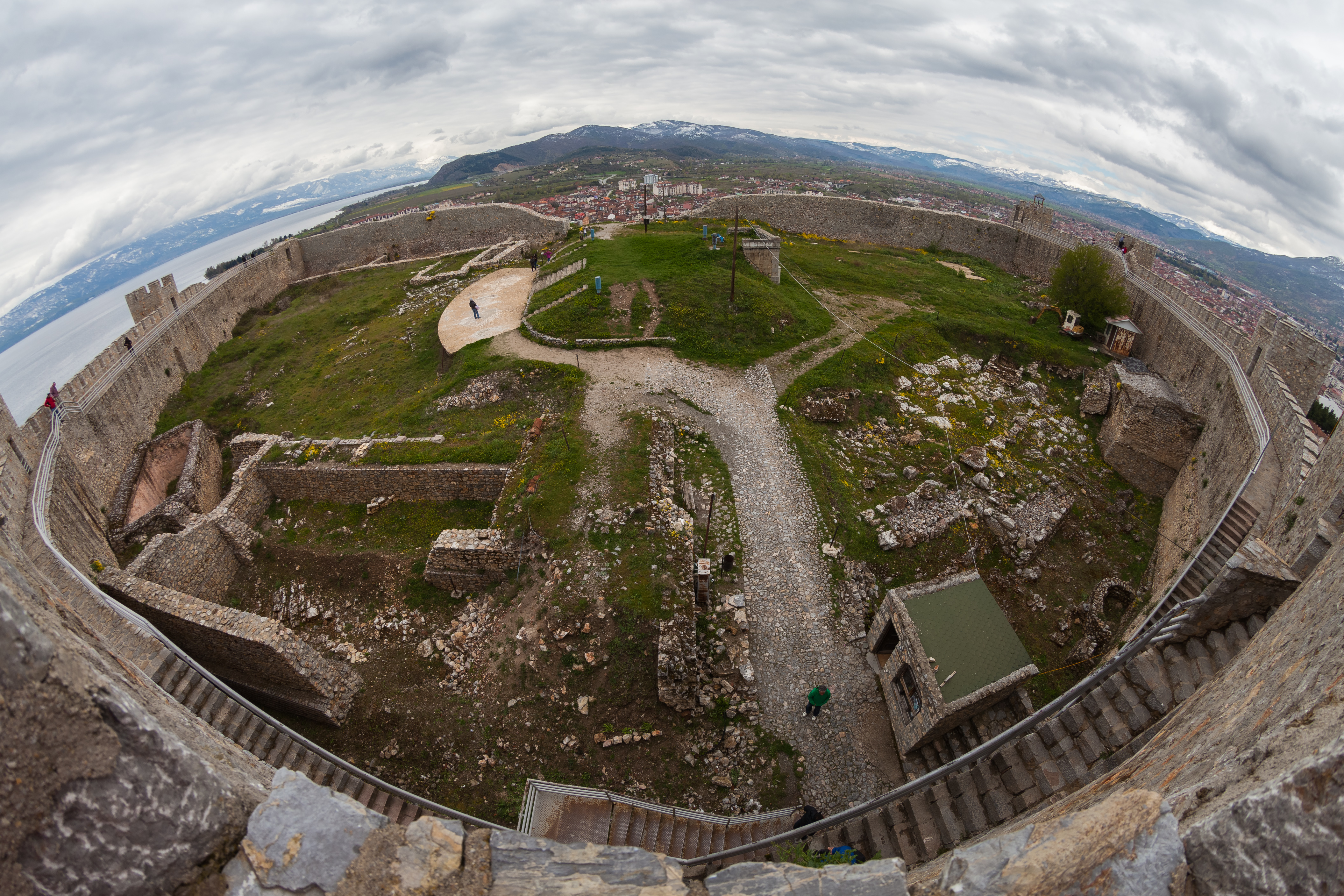
Vnitřní část fotografovaná pomocí „rybího oka“

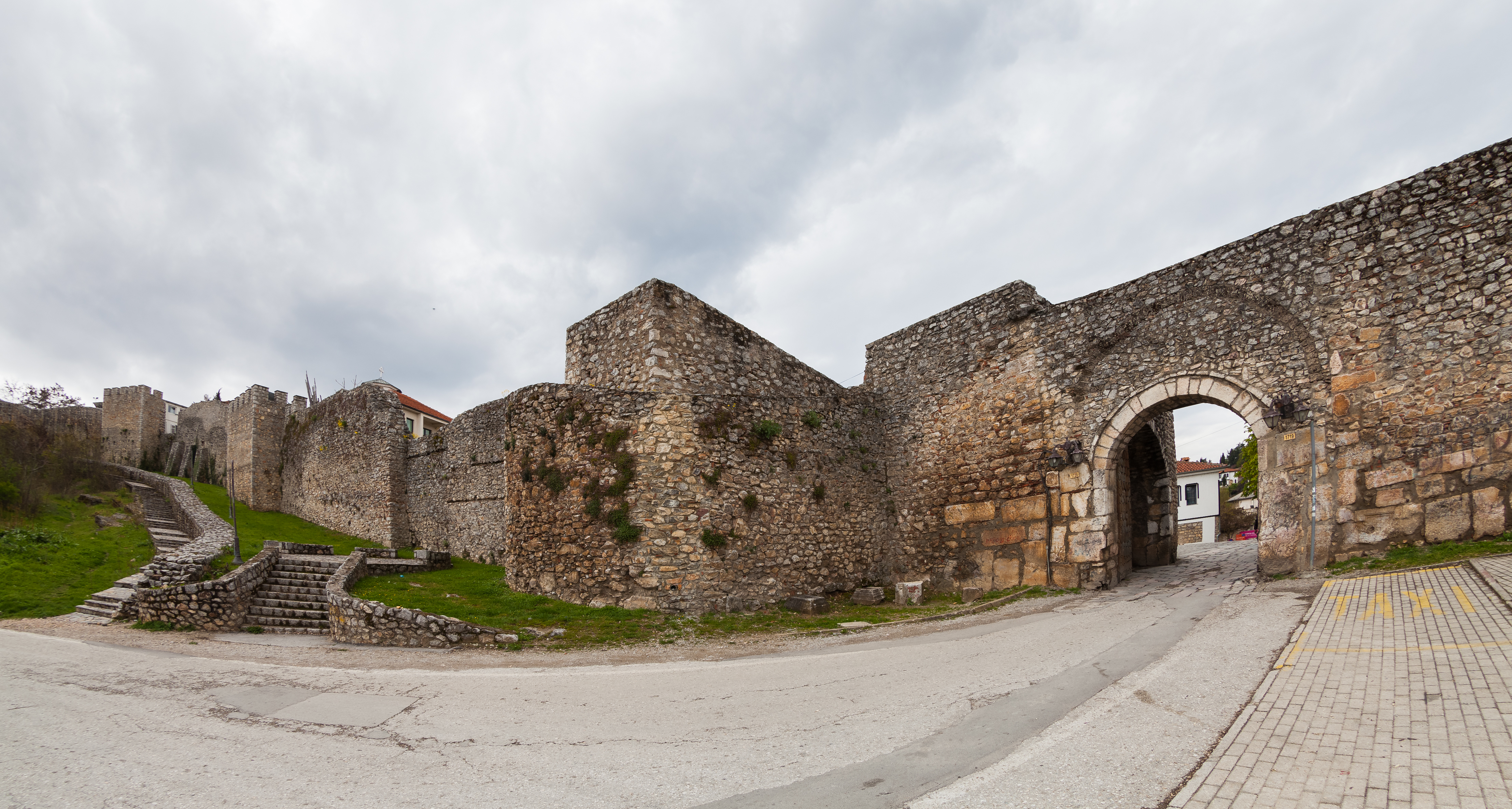
Horní brána

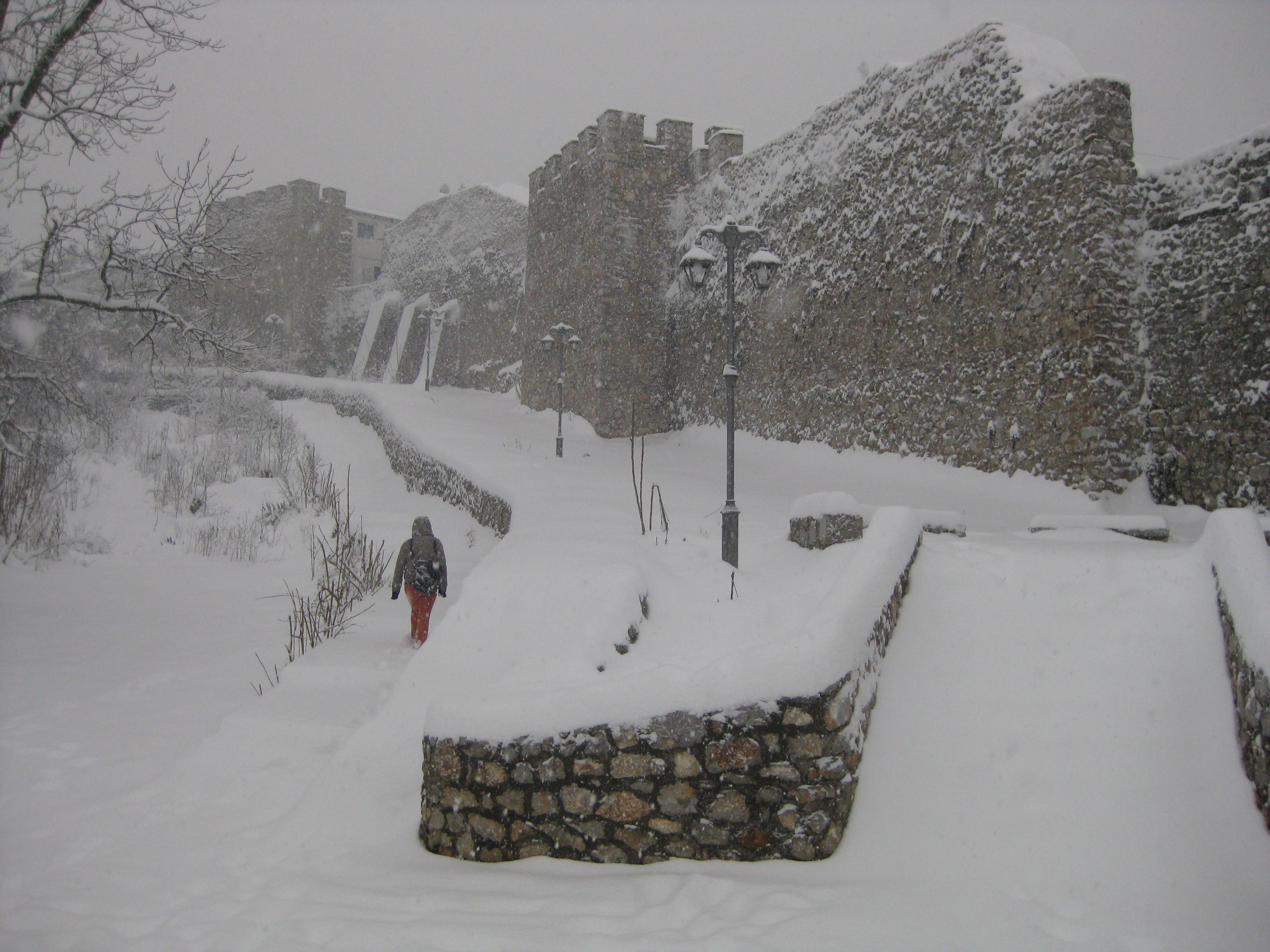
Opevnění v zimě.

Samuelova pevnost (makedonsky Самуилова тврдина, nebo také makedonsky Охридско кале) je pevnost, kterou koncem 10. století vystavěl na kopci nad severomakedonským městem Ohrid car Samuel I., vůdčí postava povstání proti byzantské nadvládě. Samuel I. učinil z Ohridu hlavní město První bulharské říše. Je považována za jedno z největších opevnění svého druhu na území Severní Makedonie. Pevnost je vyobrazena na znaku města a vlajce Ochridu. Je chráněna jako celé město Ochrid jako světové dědictví UNESCO. Patří mezi hlavní turistické atrakce v Ochridu i v celé Severní Makedonii.

## Název
Název pevnosti Самуилова тврдина nebo Самуилов град (slovo град zde ozančuje pevnost i město) je podle cara prvního bulharského carství, Samuela I., který měl celou pevnost založit a zbudovat do dnešní podoby.  Občas se používá i označení Ochridská pevnost (Охридска тврдина nebo Охридски град, případně Охридско кале), která jsou neutrálnější. Odkazují také na to, že město Ochrid bylo v minulosti obehnáno hradbami. V albánštině se používá název Kalaja/Kështjella e Ohrit (Ohridská pevnost) a v turečtině Ohri Kalesi.
V roce 2022 byl diskutován i název pevnosti a možnost vypuštění odkazu na cara Samuela v souvislosti s vyjednávání o vzájemných vztazích s Bulharskem.

## Poloha
Pevnost se nachází na pahorku, který leží 50 až 90 m vysoko nad Ochridským jezerem. Leží v nadmořské výšce 780 m n. m.

## Popis stavby
Opevnění je vybudováno z vápence na kopci, délka obvodových zdí s hradbami je více než 3 kilometry, jejich výška dosahuje 10 až 16 metrů, šířka 1,8 metru. Pevnost má zhruba trojúhelníkový půdorys, její zdi jsou orientovány směrem na západ, východ a sever. Jeden konec vnější zdi se svažuje dolů na západ ke břehu Labinu. Věže se nacházely jen na západní a východní straně; strana severní je věží prosta. Celková délka zdí činí tři kilometry.
Opevněnou část pevnosti lze rozdělit na dvě části; horní, kde se nacházel vládcův palác (Saraj, název je pozdější a turecký) a spodní (varoš), kde žili lidé. Horní pevnost byla umístěna na straně jižní a spodní pevnost na straně severní.
V komplexu, který nese stopy četných oprav, se zachovalo 18 věží a čtyři vstupní brány. Dodnes se zde dochovaly rovněž i základy různých objektů, čas od času jsou odkrývány různé nové. Žádná z historických staveb uvnitř pevnosti, která není součástí opevnění, nicméně nepřežila divoké dějiny regionu a tak je interiér pevnosti relativně chudý.
Horní brána je dnes jediným vstupem do areálu. Dříve ale exsitovala i městská brána na severní straně, kterou se vstupovalo do Varoši.

## Historie

### Nejstarší období
Podle vykopávek severomakedonských archeologů, které započaly v roce 2000, byla pevnost postavena na místě staršího opevnění, datovaného do 4. století před naším letopočtem, které pravděpodobně vybudoval král Filip II. Makedonský. O rozšíření hradeb se zmiňoval ve 2. století Polybios. Později o ní psal ještě i Titus Livius v roce 209. V uvedeném místě se nacházelo také starověké město Lichnidos. Poprvé je zmíněno v byzantské kronice Ivana Malalase z roku 476, kdy ostrogótský král Theodoric I. se pokoušel neúspěšně pevnost obsadit. 
Slované, kteří do oblasti vnikli v 7. století, získali Ochrid a pevnost nakonec bez boje. Několikrát se o dobytí pokoušeli, nicméně Byzantincům se podařilo pevnost buď uchránit, nebo krátce po jejím pádu (záznamy z této doby neexistují) velmi rychle obnovit svoji moc.

### Středověk
Po pádu cara Samuela pevnost získal byzantský car Vasil II. Ten ji sice nechal celou zbourat a srovnat se zemí, následně nicméně Alexios I. Komnenos ji dal opravit. Důvodem bylo nebezpečí Normanů, kteří působili na západ od Ochridu (na území dnešní Albánie). Poté se o pevnost často střídali Bulahři a Byzantinci, nějakou dobu ji drželi i Normané během své kampaně na Balkáně. Albánský princ Andrea Gropa ji nechal opravit, když ji držel ve 12. století. Jeho zásluhy o rozvoj pevnosti jsou doloženy na nalezených stříbrných mincích a v okolních kostelech. V roce 1334 ji obsadil středověký srbský car Dušan. V srbských rukách zůstala pevnost až do smrti Kralevice Marka. 
Ve 14. století byl objekt kompletně přebudován. Pozdně středověkou podobu si vynutilo rozšíření dělostřelectva a úpravu věží tak, aby bylo možné na nich provozovat děla. To dalo podobu dnešní Horní bráně. opevnění samotného Ochridu bylo vybudováno později, a až po nástupu Turků.

### Turecká nadvláda
Poté se jí bez boje zmocnili osmanští Turci, kteří se šířili v celém prostoru. Příchod kolonistů ze zbytku Osmanské říše znamenal nárůst počtu obyvatel, čímž se samotné město rozšířilo do současného místa mimo pevnost. Stavba vzhledem k své poloze hluboko ve vnitrozemí evropského Turecka ztratila svůj význam. V původní horní pevnosti byla postavena rezidence a v pevnosti dolní (Varoši) vznikla kasárna pro tureckou armádu. O rezidenci se zmiňoval i turecký cestovatel Evlija Čelebi. Ten mimo jiné popsal pevnost jako objekt starého stylu (předtureckého) z pevného kamene. Pevnost označoval jako vojenskou stavbu, měla mít tehdy dvě brány a hlavní brána orientovaná směrem k podhradí (dnešenímu středu města) hlídala stráž. Ve svém textu odkazoval na bájného krále Šaddáda, který vládl ztracenému arabskému městu Írám. V pevnosti mělo být sto šedesát domů místních obyvatel, většinou křesťanského vyznání.
V roce 1830 rezidence (ve které sídlil místní paša) vyhořela. Posledním tureckým správcem pevnosti byl Dželadin-beg. Základy zničeného paláce byly odhaleny v letech 2021/2022 při archeologickém průzkumu.
Pevnost byla během století různě obnovována a dostavována, a to ať v dobách Byzantské říše, tak i Osmanské říše a i v současnosti. Antické mramorové sloupy byly na některých místech využity jako stavební kámen a zazděny, což je patrné např. na Horní bráně.

### Moderní doba
V letech 1931 a 1932 proběhl v pevnosti archeologický průzkum, který provedli odborníci z Berlína a Bělehradu. Předmětem zkoumání byly místní monumentální zdi. Bylo zjištěno, že pevnost měla svojí akropoli, kde se nacházela stavba pro tehdejšího panovníka. O několik let později byla v rámci pevnosti vybudována nádrž na vodu, která sloužila pro vodovod města Ochridu (pevnost jako přirozeně vyvýšené místo se ukazovala být vhodným místem pro takovou stavbu).
Při archeologických průzkumech pevnosti byl nalezen větší počet stříbrných předmětů a také dvě zlaté masky, stejně jako zlatý náramek a prsten. Význam uvedených nálezů spočívá v tom, že byl jejich nálezem potvrzen předpoklad o existenci pevnosti před příchodem Slovanů. Masky se dnes nachází v Národním muzeu v Bělehradu. Nalezeny byly také předměty z jantaru. Hlavní archeologický průzkum probíhal po roce 2000. Podílel se na něm Pasko Kuzman. Poté bylo obnoveno i cimbuří na pevnosti.
I v současnosti je pevnost dominantou města a také hlavní turistickou atrakcí. V roce 2003 byla kompletně renovována. Pevnost se nachází na ploše lokality světového dědictví UNESCO Přírodní a kulturní dědictví ochridského regionu. Jako symbol města bývá při různých událostech slavnostně nasvěcována, mnohdy i v různých barvách. I přesto je okolí pevnosti předmětem divoké výstavby kdy vzniká řada černých, resp. nelegálních staveb, případně je nevhodně upravována zeleň.
Navazující průzkumy se uskutečnily v letech 2007 a 2008. Celkem bylo prozokumáno 150 m2
V roce 2019 umístili albánští studenti na pevnost albánský znak, za což byli pokutováni a což vzbudilo reakce v regionu.
Další archeologický průzkum odhalil základy objektu z období existence Osmanské říše, nejpsíše původní turecký palác.

## Přístupnost a správa
Pevnost je přístupná pro návštěvníky jako turistická atrakce. Přístupné jsou rovněž hradby s výhledy na město Ochrid. Přístup je možný po ulici v podobě pěší zóně pojmeenované po kapetanovi Kuzmanovi. Objekt je ve správě Ochridského muzea.

## Okolí pevnosti
Ze severní a západní strany pevnost obklopuje hustý les, který se rozkládá na svazích od vrcholku kopce až k útesu při břehu Ochridského jezera. Z jižní strany se dotýká pevnosti souvislá zástavba města Ochridu a ze strany východní potom je část svahu nezastavěná tak, aby byl možný výhled na objekt.

## Galerie

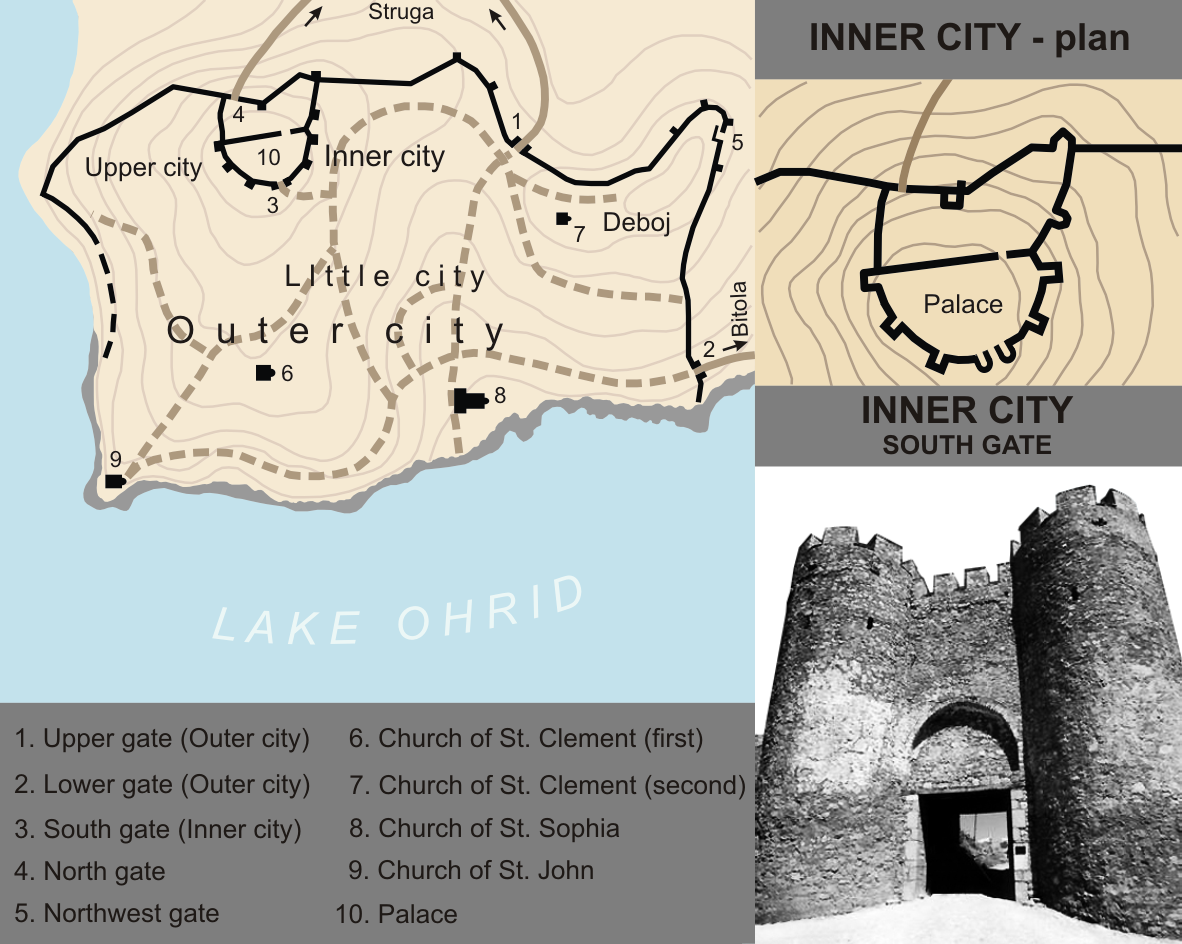
Mapa pevnosti
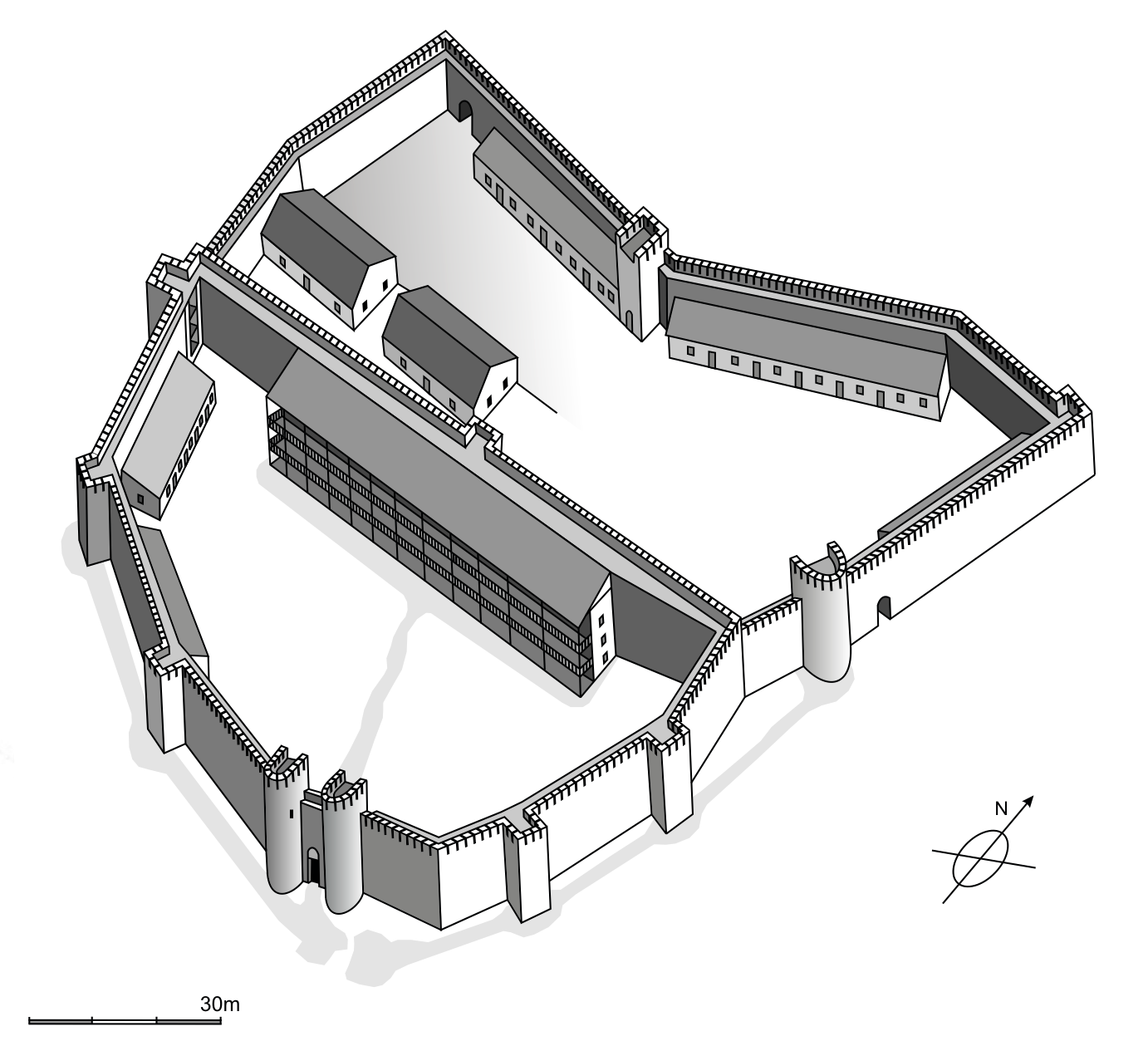
Samelův hrad, rekonstrukce
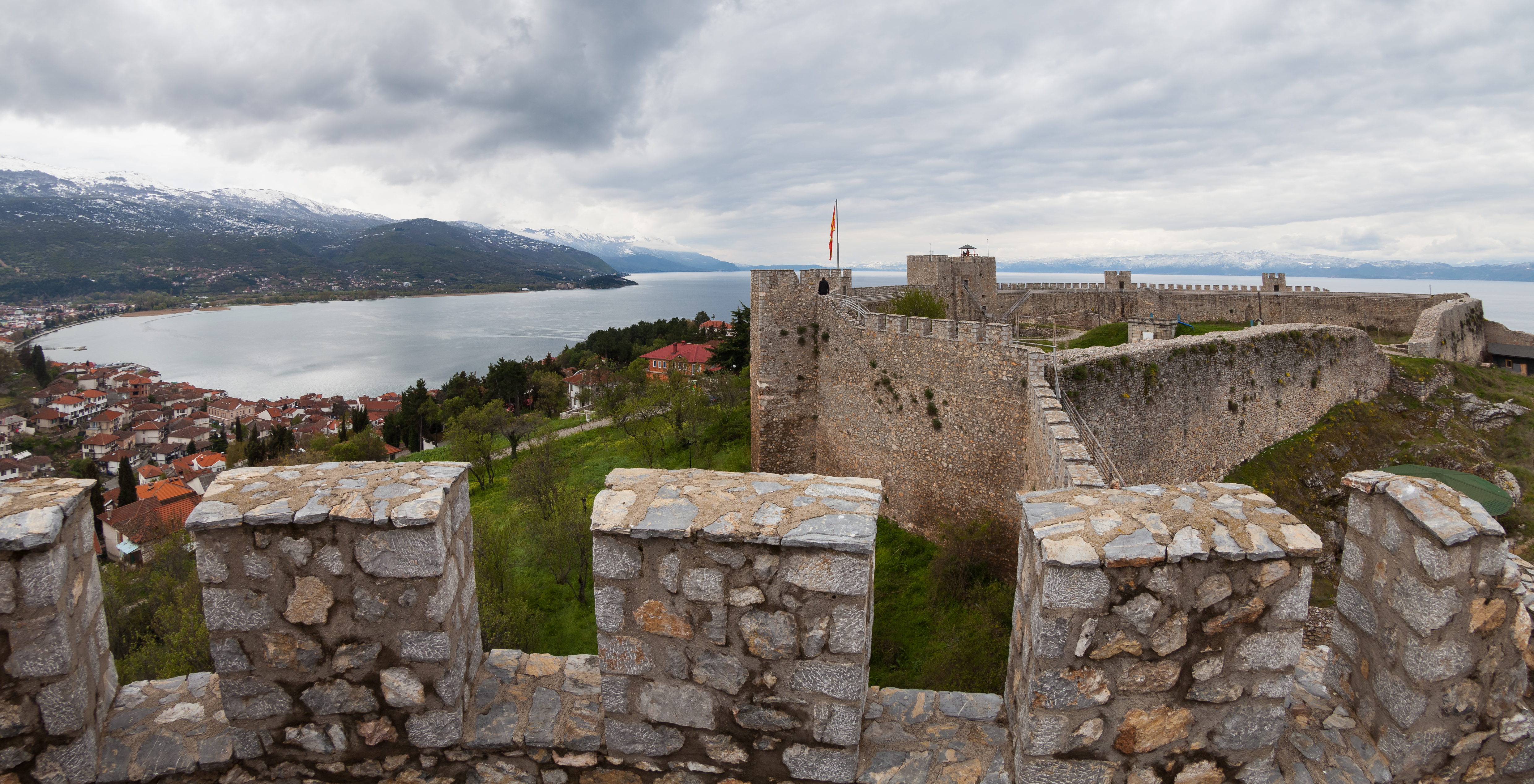
Pohled na Ohridské jezero
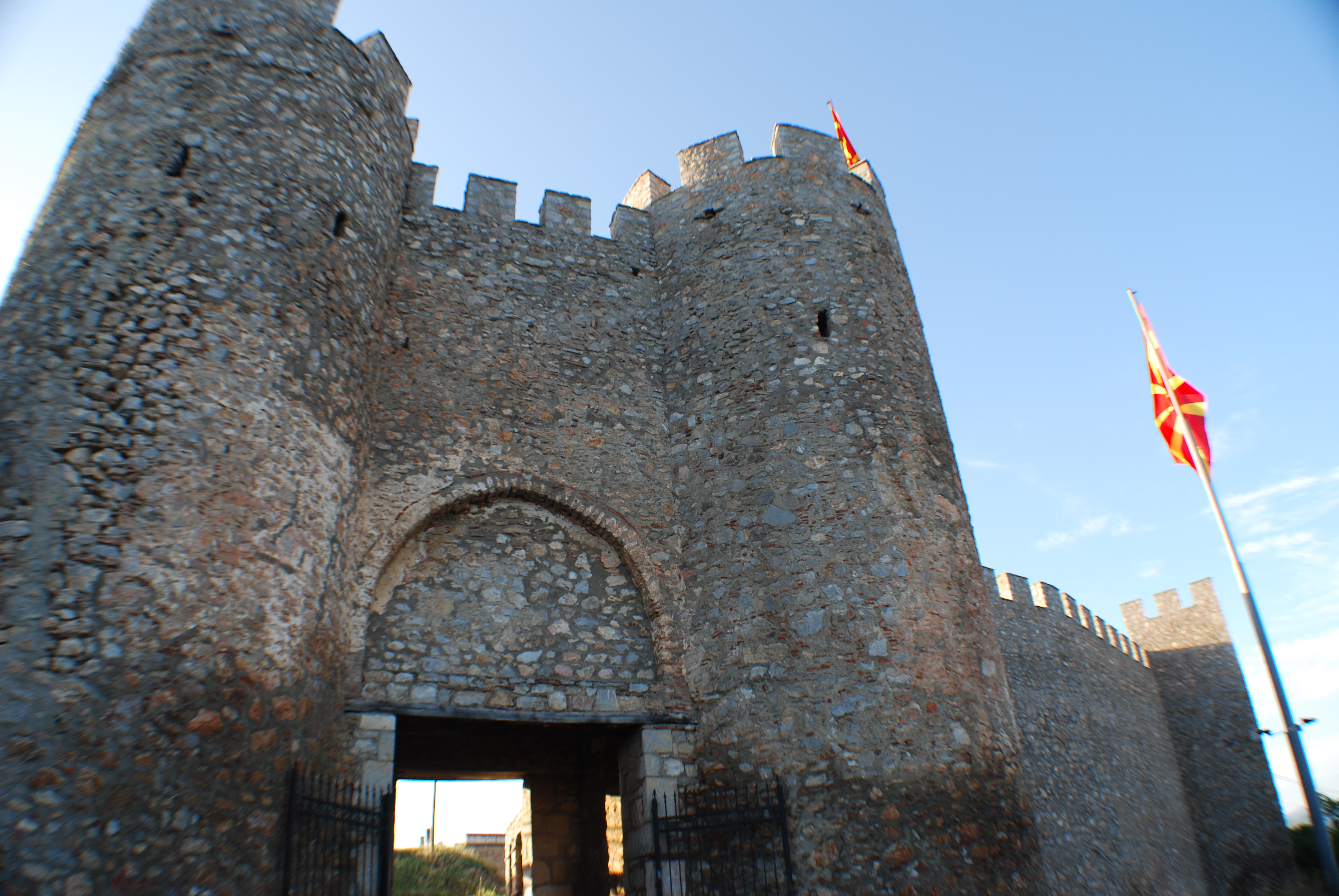
Vstupní brána
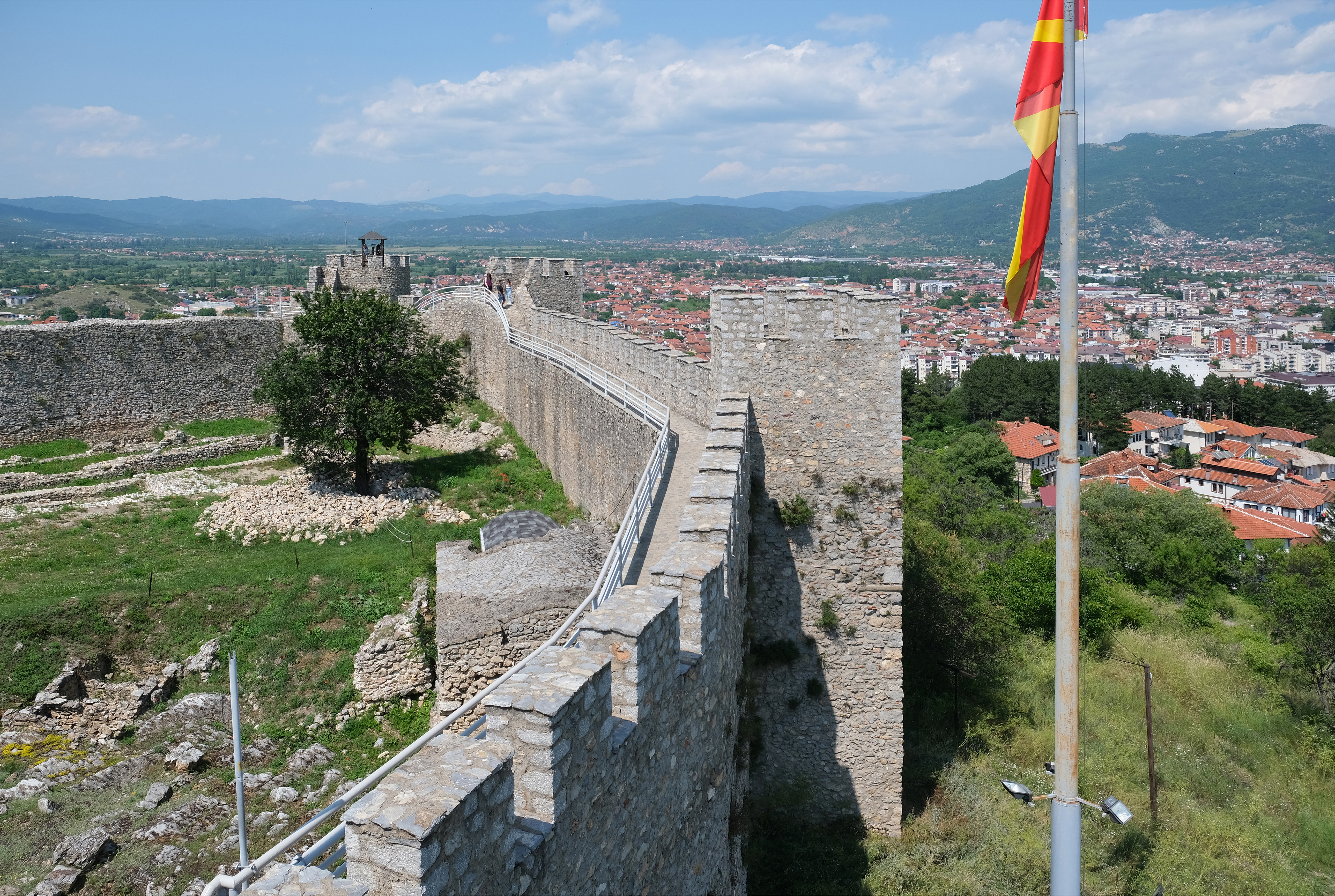
Hradby a vlajka Severní Makedonie na pevnosti
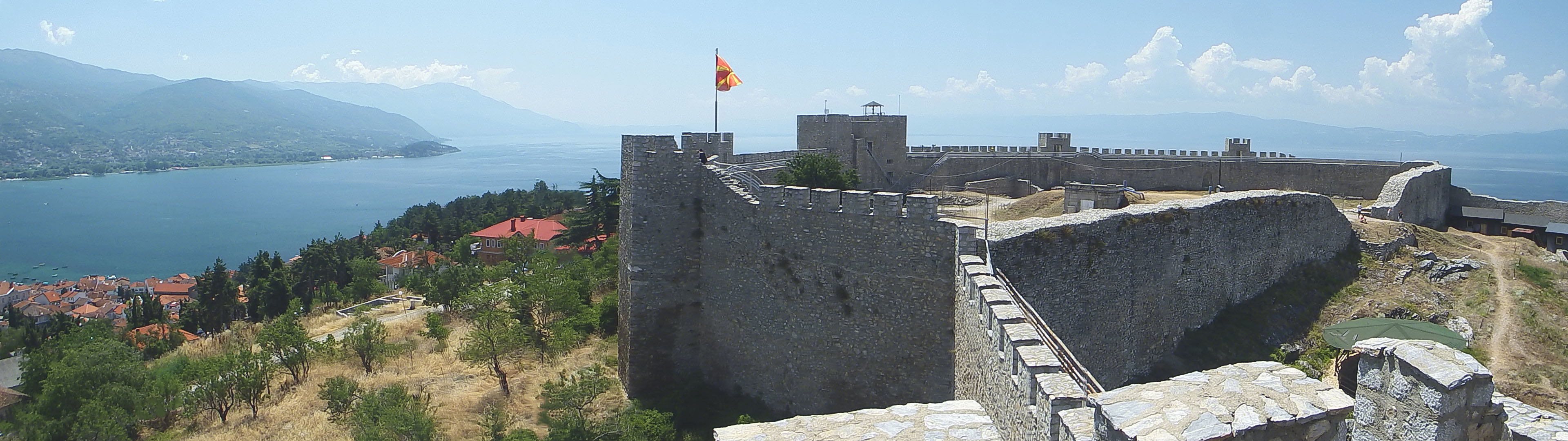
Panoramatický pohled s Ochridským jezerem.
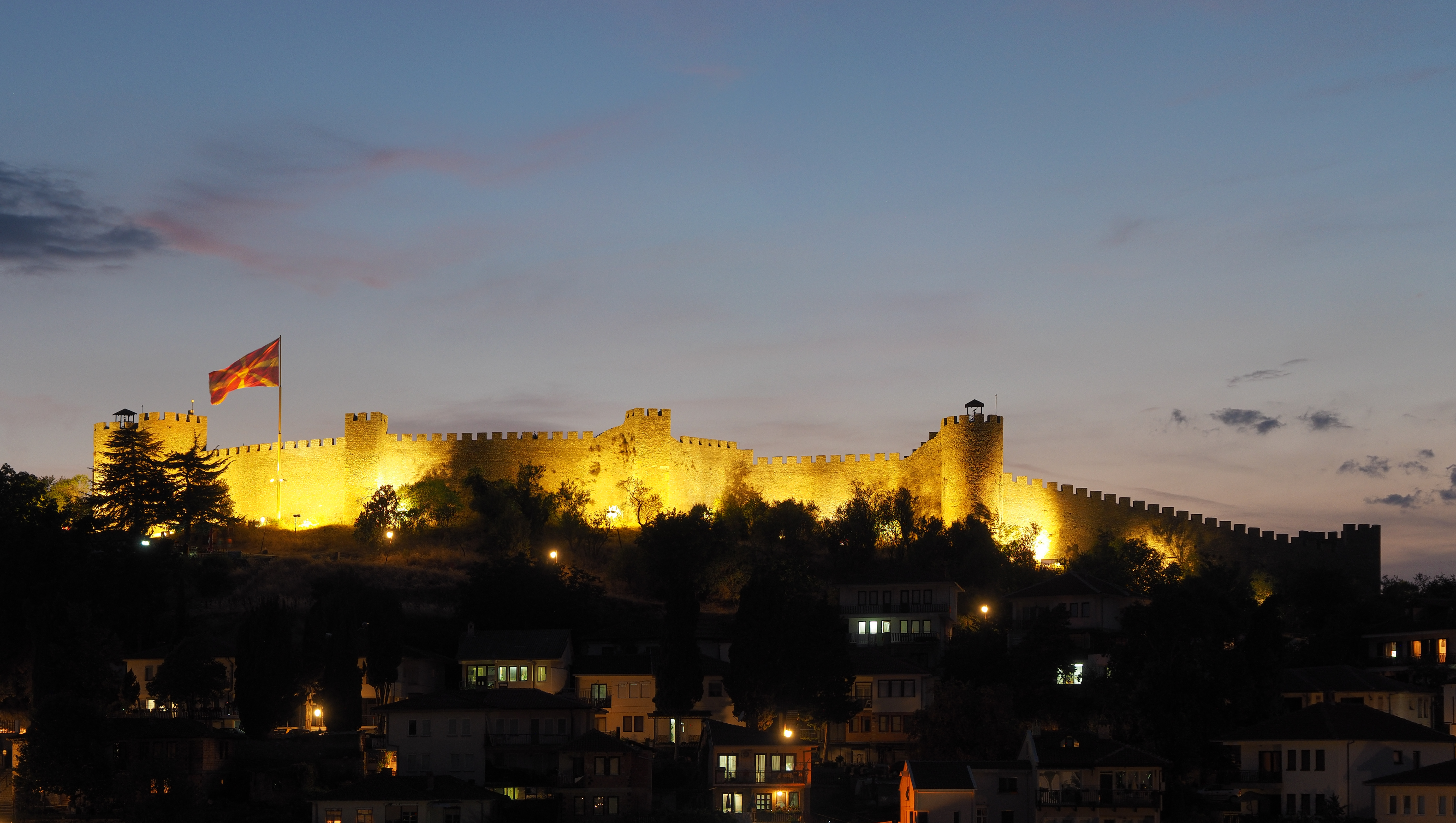
Nasvícené zdi pevnosti.